# Mường Sai
Mường Sai là một xã thuộc huyện Sông Mã, tỉnh Sơn La, Việt Nam.
Xã Mường Sai có diện tích 60,07 km², dân số năm 1999 là 3.066 người, mật độ dân số đạt 51 người/km².